# Geleitzug PQ 5
Der Geleitzug PQ 5 war ein alliierter Nordmeergeleitzug, der im November 1941 im isländischen Hvalfjörður zusammengestellt wurde und kriegswichtige Güter in das sowjetische Archangelsk brachte. Die Alliierten erlitt keine Verluste.

## Zusammensetzung und Sicherung

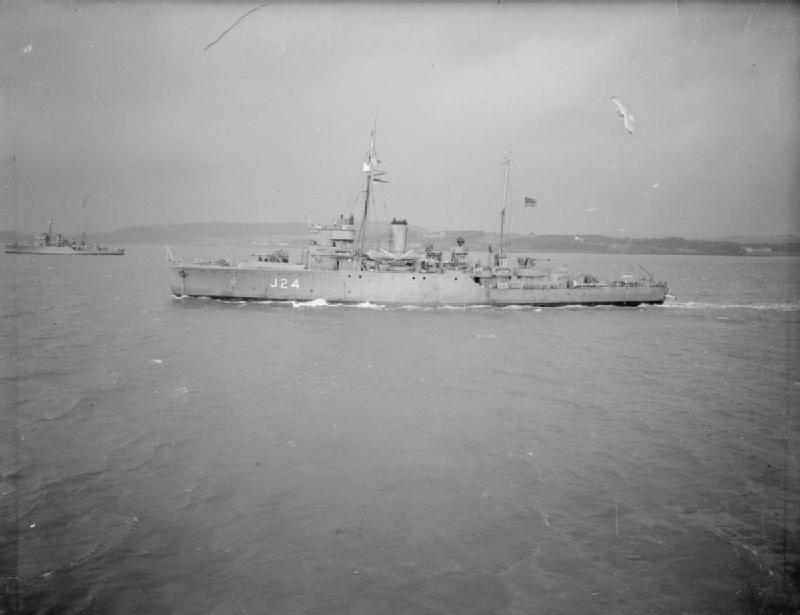
Die Minensucher HMS Hebe …

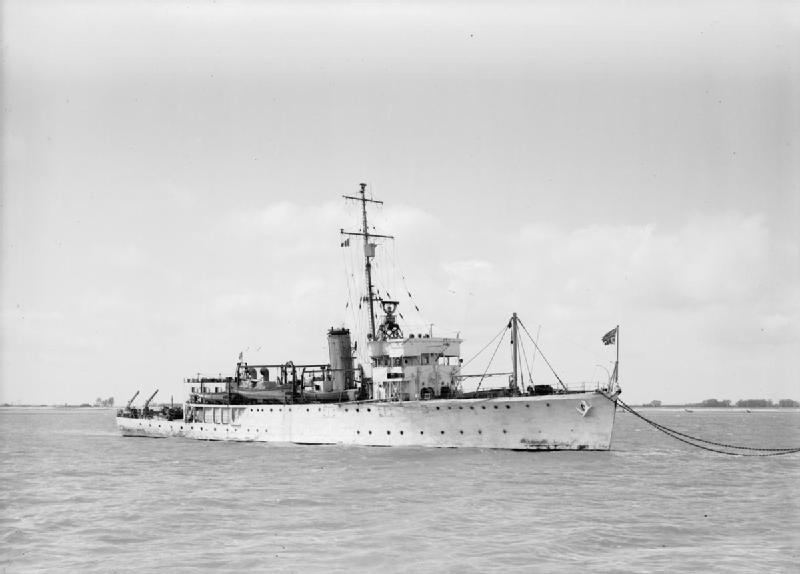
… und HMS Seagull

Der Geleitzug JW 53 setzte sich aus sieben Frachtschiffen zusammen. Am 27. November 1941 verließen sie Hvalfjörður (Lage) in Richtung Archangelsk (Lage). Kommodore des Konvois war der Kapitän der Briarwood. Die Sicherung übernahmen die Minensucher HMS Sharpshooter, HMS Hazard, HMS Hebe, HMS Bramble und HMS Seagull.
| Name             | Typ      | Flagge                 | Vermessung in BRT | Verbleib                              |
| ---------------- | -------- | ---------------------- | ----------------- | ------------------------------------- |
| Briarwood        | Frachter | Vereinigtes Königreich | 4019              | erreichte am 13. Dezember Archangelsk |
| Chulmleigh       | Frachter | Vereinigtes Königreich | 5445              | erreichte am 13. Dezember Archangelsk |
| Empire Stevenson | Frachter | Vereinigtes Königreich | 6209              | erreichte am 13. Dezember Archangelsk |
| Komiles          | Frachter | Sowjetunion            | 3962              | erreichte am 13. Dezember Archangelsk |
| Petrowski        | Frachter | Sowjetunion            | 3771              | erreichte am 13. Dezember Archangelsk |
| St Clears        | Frachter | Vereinigtes Königreich | 4312              | erreichte am 13. Dezember Archangelsk |
| Trehata          | Frachter | Vereinigtes Königreich | 4817              | erreichte am 13. Dezember Archangelsk |

## Verlauf
Die Deutschen sichteten den Geleitzug nicht. Am 13. Dezember 1941 erreichte er ohne Verluste Archangelsk.